# Szentpéterúr
Szentpéterúr è un comune dell'Ungheria di 1.075 abitanti (dati 2001). È situato nella contea di Zala.